# Club Atlético Huracán (fútbol femenino)
El Club Atlético Huracán es una institución social y deportiva del barrio de Parque Patricios de la ciudad de Buenos Aires, Argentina. Actualmente se desempeña en la Primera División A de Argentina.

## Historia
La disciplina de fútbol femenino comenzó a competir oficialmente en AFA en el año 1998. El Director Técnico era Víctor Barzola, el preparador físico, Marcelo Ibáñez y el equipo estaba compuesto por jugadoras llegadas de Lugano y Ferro.
 

Aunque la actividad ya se practicaba desde 1996. Mabel Salinas, co-fundadora, ex jugadora, entrenadora y delegada del "Globo", cita:
(...) en el año 94 ya estábamos haciendo gestiones. En el 95 o 96 apareció Víctor Barzola, que era un técnico. Una mujer, una jugadora quería crear el fútbol femenino en Huracán. Entonces, en ese momento coincidimos, por el lado mío, Manolo Bustos y, por otro lado, otra persona que era importante en el club y que le dio lugar al fútbol femenino, que le dio lugar al cuerpo técnico.
Las Quemeras han participado ininterrumpidamente de torneos AFA desde su integración y nunca perdieron la categoría.

## Estadio
Aunque en ocasiones hace de local en el estadio principal de su homólogo masculino, en la mayoría de las ocasiones juega en el Campo de Deportes Jorge Newbery, llamado La Quemita, que cuenta con 8 canchas de fútbol y de otros deportes.
Está ubicado en la Avenida Mariano Acosta 1981, Ciudad de Buenos Aires.

## Jugadoras

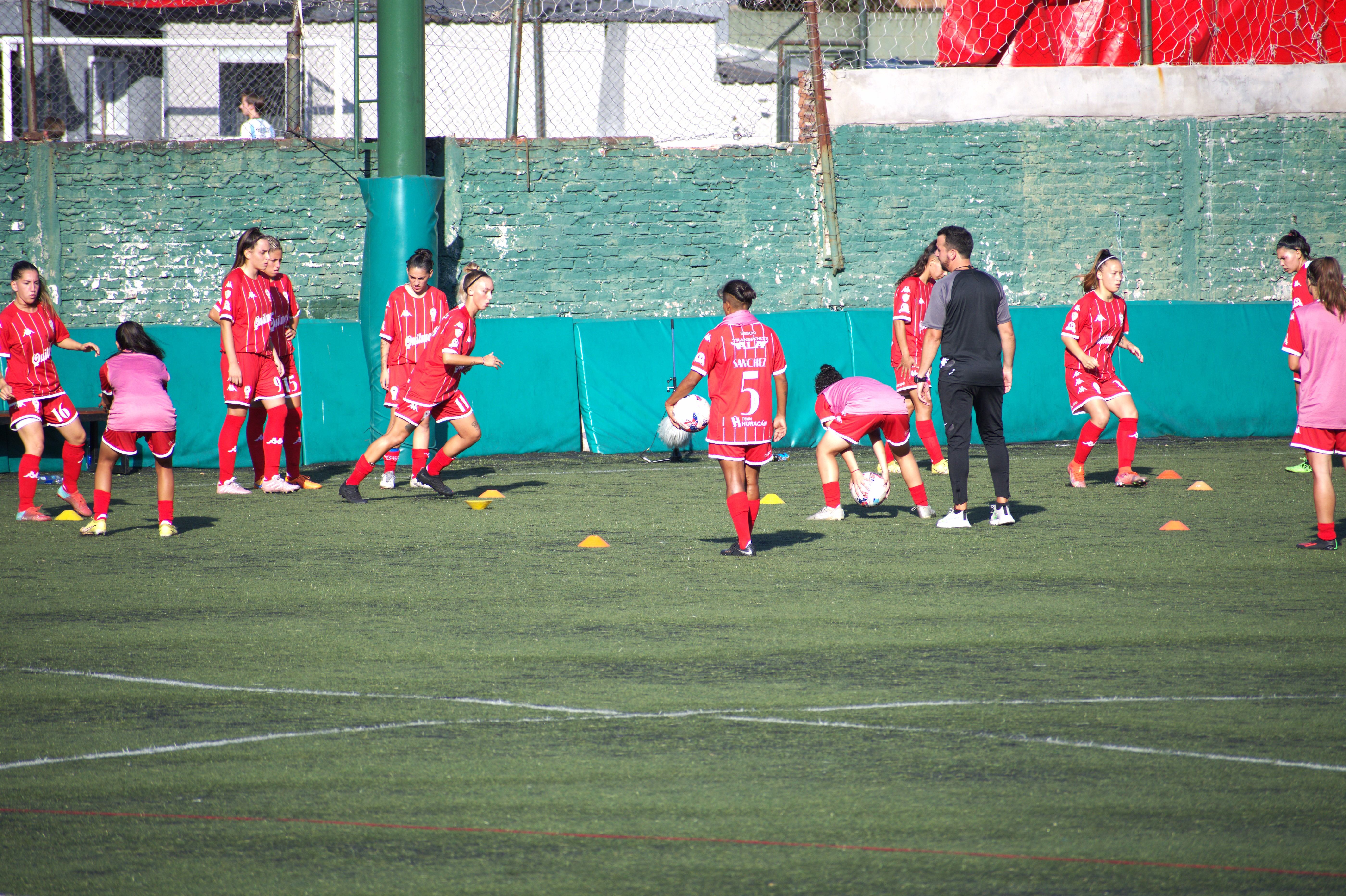
Jugadoras de Huracán durante una entrada en calor.

Entre las futbolistas más destacadas que tienen o han tenido paso por el Club Atlético Huracán se encuentran las internacionales absolutas Abigail Chaves, Bárbara Calvo, Brisa Río, Florencia Bonsegundo, y Adriana Sachs. Estas dos últimas fueron parte de la Selección Argentina en la Copa Mundial 2019 que consiguió el primer punto en la historia del seleccionado albiceleste en la cita mundialista femenina.
También las jugadoras Iara Riquelme Pereira, Florencia Silva, Zoe Gómez, Ana Frenedoso, Rocío Lueje, Luciana Pérez Giménez han tenido paso por las selecciones juveniles de Argentina. 
Otras futbolistas a destacar son Silvana Peralta quien marcó el primer gol del club en la llamada "era profesional" del fútbol femenino y Brisa Campos quien fue transferida al Birkirkara FC para disputar la Champions League.

### Plantel
Actualizado a marzo de 2023.

### Mercado de pases
| Altas            | Altas                 |
| Jugadora         | Origen                |
| ---------------- | --------------------- |
| Delfina Pafundi  | Gimnasia y Esgrima LP |
| Brisa Río        | Independiente         |
| Damaris Martínez | Lanús                 |
| Ana Frenedoso    | Ferro                 |

| Bajas            | Bajas         |
| Jugadora         | Destino       |
| ---------------- | ------------- |
| Aylén Montiel    | Lanús         |
| Tiziana Hartivig | Agente libre  |
| Brisa Campos     | Birkirkara FC |
| Priscila Toledo  | Platense      |
| Candela González | Agente libre  |
| Tiziana Castillo | Agente libre  |

Fuentes:

## Reserva
El Club Atlético Huracán cuenta con un equipo reserva. Es uno de los dieciocho equipos fundacionales del Campeonato de Reserva del Fútbol Femenino organizado por AFA, cuya primera edición comenzó a disputarse en noviembre de 2019.

## Participación en campeonatos nacionales

### Cronograma
La competencia AFA oficial comenzó a disputarse desde 1991, Huracán hizo su primera aparición en 1998.

### Fútbol femenino
- Sitio web oficial
- Instagram oficial

### Club
- Sitio web oficial
- Instagram oficial
- Twitter oficial
- Facebook oficial

- Datos: Q108061871